# Marie-Luise Horn
Marie-Luise Horn (Wiesbaden, 15 maart 1912, aldaar 26 juli 1991) was een tennisspeelster uit Duitsland.
In 1937 verloor ze samen met Roland Journu de finale van het gemengd-dubbelspeltoernooi van Roland Garros. Ook in het enkelspel speelde zij op Roland Garros, en bereikte zij de halve finale.
In 1937 maakte ze een wereldreis om veertien internationale toernooien te spelen.